# محمد سعيد المسلم
محمد سعيد بن موسى بن ضيف حسن بن علي بن عبد الله آل مسلم هو أديب وشاعر ومؤرخ وكاتب وصحفي ومصرفي سعودي، مؤلف كتابي ساحل الذهب الأسود واحة على ضفاف الخليج والقطيف اللذين يُعتبران مصدرين ومرجعين رئيسيين لتاريخ الساحل الشرقي من المملكة العربية السعودية، وهو من مواليد قلعة القطيف في شرق المملكة العربية السعودية.

## النشأة
وُلد المسلم في حي السدرة من قلعة القطيف ضحى يوم الجمعة 12 صفر، 1341  هـ الموافق 15 أكتوبر، 1922  م لأسرة ميسورة الحال، ذات عراقة في التجارة، وأملاك في النخيل. وقد ذُكرت أسرة آل مسلم في مؤلف دليل الخليج العربي للوريمر 1908  م بين إحدى عشْرة أسرةً ذات وجاهة، وثراء، وعراقة، في جزيرة البحرين.
كان محمد الابن السابع عشر بعد موت أولاد والده الستة عشر من زوجته الأولى سلامة بنت مهدي الخنيزي، إذ كان معدَّل الوفَيَات آنذاك مرتفعًا جدًّا، وخاصة بين الأطفال؛ لغياب كثير من أمور الوعي والرعاية الصحية، وكان هو الأول لأمه الزهراء بنت محمد بن محمد علي الماحوزي، فكانت ولادته فرحة كبرى لوالده غمره فيها بالحب العميق، وبسط له ثروته رغم تأثيرات الحربين العالميتين الأولى والثانية، وأثرهما الاقتصادي والمعاشي السيء والقاسي على اقتصاد الأسرة، وعلى سكان شبه الجزيرة العربية عامة.
كان الجوُّ السائد في المنزل يسوده الجد والصرامة حيث كان والده جادًّا في العمل، وحازمًا في إدارة أملاك الأسرة نتيجة تأثره بوفاة العديد من أبنائه حيث جعله ذلك شديد القلق والخوف، يخاف عليهم بإفراطٍ شديد، حتى إن ذلك كان مثار تعليق الأبناء أنفسهم، فعاش محمد المسلم طفولته محْروماً من فرص اللعب مع الأطفال في الأزقَّة إضافةً لذلك فقد كان والده شديد الحرص على إعداده جيداً، فقد أشركه -بجانب دراسته- في إدارة أملاك الأسرة، وكتابة الاتفاقيات مع الفلاحين، وغير ذلك، وكان يريد له أيضًا أن يكون عالماً دينياً لما يتميز به رجال الدين من منزلةٍ علمية واجتماعية في المجتمع حينئذ، إذ كان أخاه الأكبر الشيخ عيسى من رجال الدين أمَّا أخوه الأصغر الحاج سليمان فكان شاعرًا له ديوان مخطوط أسماه نزهة القلوب وفرحة المكروب بالإضافة إلى ذلك كان يمارس مهنة الطب العربي، فكان شغوفًا بقراءة كتب الطب القديمة، كتذكرة داود الأنطاكي، وابن سينا، وغيرهما حتى أصبح طبيبًا مشهورًا يُشار اليه بالبنان في المجتمع يوم كانت البلاد كلها تخلو من طبيب وخاصةً إنه كان يستحضر الأدوية على حسابه، وينفقها على الفقراء بالمجان. وكانت والدته تتمتع بشخصيَّة قويَّة صارمة في إدارة الأمور أيضًا. وقد كانت تريد أن تنسخ بنيها نسخة من أبيها الشيخ محمد الماحوزي، وعمها الشيخ عبد العلي الماحوزي الذين هما حفيدا سلسلة طويلة من رجال الدين لعدّة أجيال في كل من القطيف والبحرين، وكان خالها لأبيها ماجد العوامي المعروف بعلمه وزعامته الدينية والاجتماعية في القطيف تنظر اليه نظرة الإجلال والتعظيم، وكذلك ابن عمتها الشيخ منصور البيات، المعروف بورعه وتقواه. فكان هذا المحيط الثقافي والديني بالإضافة للثراء، ومخايل الذكاء الّذي نشأ فيه المسلم.
نشأ محمد سعيد في هذه البيئة العلمية، والثقافية، والاجتماعية، وكان يرى والدته رغم ما ألَّم بها من مرض عضال في سن السادسة والعشرين من عمرها، ولازمها أغلب حياتها، إلاَّ أنها كانت تعشق القراءة والكتابة. مما أثر هذا الميل نحو القراءة في اتجاهاته نحو العلم، والثقافة. كان جميع أفراد أسرة المسلم يعرف القراءة والكتابة، وقد كان يعتبر المحيط الأسري في قمَّة الهرم الاقتصادي، والثقافي، والعلمي في مجتمع القطيف آنذاك. فأثّر ذلك في شخصيته فكان جلدًا في عمله، حازمًا في وقته، شغوفًا بالقراءة، يلفه الصمت، والهدوء، دقيقًا وصارمًا في ترتيب أموره الشخصية، والعملية وسلوكه اليومي. فكان يلتزم به حتى في فترة مرضه الذي ألمَّ به في أواخر ايَّامه.
كان للحياة الأولى قبل تفتحه على الحياة العصرية خارج أسوار القلعة أثرها الكبير في بناء الأسس الأولى لثقافته الموسوعية، وتعمقها في التراث، فهو واسع الإطلاع في الأدب العربي، قديمه وحديثه، وفي علوم النحو، والصرف، والبلاغة، والبيان، والبديع، والعروض، والمنطق، والفلسفة، وعلم الكلام، والفقه، والأصول، وغير ذلك من العلوم الدينية، بالإضافة لعلم التاريخ، وكتب السير، وغيرها من علوم التراث الثرة.
من ناحية أخرى هناك ظروف عديدة خارج الإطار الأسري، والمحيط الاجتماعي قد أثرت كثيرًا على التوجُّهات الثقافية، والفكرية للمرحوم. فمن هذه المؤثرات مجيء مرحلة النفط إذ كان لها أثرها الفعال في قلب كثير من الأمور في المنطقة حيث تبدَّلت كثير من العلاقات الاقتصادية، والاجتماعية، وأنماط الإنتاج، فشهدت واحة القطيف هجرة كثير من المهن التقليدية، كالزراعة، وبعض المهن الحرفية، فدق باب شركات النفط الآلاف من الأيدي العاملة من جميع الفئات الاجتماعية، إذ إن اكتشاف النفط جاء ليحل معضلة الكساد الاقتصادي الذي خلَّفه انهيار سوق اللؤلؤ في الخليج العربي.
وكان أثر هذا التحوُّل باديًا من جانب آخر ليس بفعل الحراك الاجتماعي الذي أحدثته صناعة النفط الناشئة في المنطقة فقط، بل أيضا بفعل أثر ظاهرة الاحتكاك الثقافي التي أحدثت ردود فعل تميزت في بعض جوانبها بسمة الانبهار الذي ظهر في مجمل أفكار، وسلوك أبناء المجتمع، وخاصَّة بين الشباب آنذاك. كان تأثير هذا الاحتكاك، وظهور كثير من المادِّيات، والوسائل الحديثة، وطرق الإدارة الجديدة، والثقافة الوافدة، وظهور التجمعات العمالية، ثم المدن النفطية في المنطقة الشرقية، ومجيء الراديو، وتسهيل وسائل الاتصال، وارتفاع مستوى الوعي، والرعاية الصحية، كبيرا فلم تعد جزيرة البحرين هي الرئة الوحيدة التي تتنفس منها المنطقة. مما أثر كثيرًا في إنتاجهم الفكري، والأدبي، وتطلعاتهم في الحياة، وتشكل الآراء العصرية الحديثة حول الحياة والمجتمع والعالم. كان هذا الاحتكاك الحضاري في المنطقة كدويٍّ كبير زلزل كثيرًا من الأمور، فتداعت أمامه كثير من الظواهر الاجتماعية، والاقتصادية القديمة، سواء كانت سلبية أو إيجابيَّة.
احتكَّ منذ طفولته بمجالس العلماء، وكبار المثقفين في القطيف. لقد أدخله والده الكتَّاب وعمره لا يتجاوز السابعة، وخلال سبعة أشهر أنجز ختم القرآن الكريم على يد الشيخ محمد صالح البريكي، ثم بدأ يتعلَّم مبادئ الخط، والإملاء، والإنشاء، والحساب، وكان تبدو عليه سمات التفوق بين أقرانه بشهادة من عاصروه من الأساتذة، والتلاميذ. لقد أشار أستاذه الشيخ محمد صالح على والده بأن يعلمه مبادئ علوم النحو فقرأ الإجرومية، ثم انتقل إلى أخيه الشيخ ميرزا حسين البريكي لينضمَّ إلى طلبته فبدأ قراءة علوم النحو من البداية تسهيلا لظروف الشيخ، حسب روايته ورواية الأستاذ السيد علي العوامي، فقرأ - إضافة إلى ذلك - كتاب قطر الندى، وألفيَّة ابنِ مالك، ثم تابع تعليمه في علوم اللغة العربية، والعلوم الدينية، إذ كان شغوفا بزيادة التحصيل العلمي فتعمق في علوم النحو، والصرف، والبلاغة، والبيان، والبديع، والعَروض، وعلم الكلام، وكذلك الفقه والأصول، وغير ذلك من علوم الدين.
درس على يد علماء مبرِّزين أجلاَّء ذكَرَهم في ترجمته وأحاديثه عن نفسه أمثال الشيخ منصور البيات، والشيخ عبد الكريم الخنيزي، والشيخ محمد حسين بن عبد الجبار، والشيخ فرج العمران، وبعد اشتداد عوده، وتمكُّنه من هذه العلوم بدأ يكرِّس وقته أكثر في التحصيل العلمي فقسمه بين الدرس على يد كبار العلماء، والتدريس. فمن بين تلاميذه الذين ذكرهم ويعتز بهم حتى وفاته: الشاعر محمد سعيد الشيخ علي الخنيزي، والشاعر عبد الواحد بن حسن الخنيزي، وأخوه عبد الرؤوف، وأحمد بن الشيخ منصور البيات، ومحمد سعيد بن الشيخ محمد علي الخنيزي، وملاَّ علي الطويل.
كان بروزه بين أقرانه، وطموحه جعلاه يعقد صداقات حميمة مع أساتذته ويلازمهم حتى وفاتهم، أمثال الأستاذ الشيخ ميرزا حسين البريكي، والعلاَّمة الشيخ علي أبو الحسن الخنيزي الذي لازمه في مسجده، ومجالسه حتى أنَّ الشيخ قد اقترح مرارًا على أبيه - لما لمس فيه من الفطنة والذكاء المتوقِّد - أن يرسله إلى النجف في العراق ليتبحَّر في علوم الدين فيكون عالما دينيا إلاَّ أنَّ فجيعة والده بفقد كلِّ بنيه من زوجته الأولى جعله بتشبث به، وعدم القدرة على فراقه حسب والدته.
من جهةٍ أخرى كان لمجالسة الأستاذ الشيخ ميرزا حسين البريكي، ومكتبته الزاخرة بالكتب الأدبية القديمة منها والحديثة، ومختلِف الدواوين الشعرية أثر كبير في خلق الاتجاهات الأدبية المبكرة لديه. لقد كانت محاولاته الشعرية الأولى في سن الرابعة عشر، إذ كان للشاعر المجدِّد خالد الفرج - الذي هو صديق للشيخ البريكي - أثر كبير في دعم محاولاته الشعرية الأولى، وتشجيعه على الاستمرار، وقد تكونت صداقة حميمة بين الفقيد وخالد الفرج، وقد تواصلت في رسائل منها في 17/5/1370هـ حيث استلم الأخ رسالة من خالد الفرج يقول فيها: (اطلعت على حديثكم في الأديب وإن لم أسمعه في محطة الشرق الأدنى...)
كانت أول قصيدة ألقاها محمد سعيد على الجمهور عام 1360  هـ الموافق 1940  م في حفل تأبين السيد سعيد العوامي وعمره يناهز التسعة عشر عاما تقريبا. في هذه السن المبكرة بدأ يكوِّن أول مجموعته الشعرية التي فاجأ بها تلاميذه وأقرانه، مما أعطاهم دافعًا قويًّا من الحماسة، والجد على الانطلاق، واقتفاء الأثر. فكان التنافس يزداد بينهم كلَّما جاء أحدهم ببيت من الشعر، أو قصيدة جديدة، أو خاطرة من الخواطر، فكان الحماس والبشر يطفحان على محياهم، ويشدان من أواصر الترابط والانسجام بينهم، مما حدا بهم على مواصلة الاجتماعات، والمنتديات الأدبية فكان ذلك بمثابة أول ناد أدبي يكون في المنطقة ضم كلاًّ من الفقيد والشعراء محمد سعيد الشيخ علي الخنيزي، وعبد الواحد الخنيزي، ومحمد سعيد الجشي، والأستاذ السيد علي السيد باقر العوامي، وغيرهم حيث كانوا يجتمعون دوريا في منازلهم يوم الجمعة.
ظهرت آثار هذا المنتدى في صحف لبنان، ومصر، والخليج في عقدي الأربعينيات والخمسينيات من القرن العشرين (الميلادي)، وكانت أول قصيدة لمحمد سعيد قد نُشرت في مجلَّة الأديب اللبنانية عام 1948  م الموافق 1367  هـ ونشرت له إنتاجه الأدبي عدة مجلات مثل مجلَّة الأديب، والعرفان، والكتاب، والعالم العربي، والرائد الكويتية، وصوت البحرين، وغير ذلك من الصحف والمجلات.
اكتسب محمد سعيد شهرة بين الأوساط الأدبية مما حدا بإذاعة الشرق الأدنى أن تطلب منه أن يقدِّم بعض الدراسات، وإلقاء بعض القصائد من خلالها فأذيعت له هذه الدراسات والمقالات في عامي 1950  م الموافق 1370  هـ و1951  م الموافق 1371  هـ.

## أعماله ومؤلّفاته
الأستاذ محمد سعيد المسلم شاعرٌ، وأديب، ومؤرِّخ. تعرفه الأوساط الأدبية في المملكة، وخارجِها؛ فرض وجوده على الساحة الأدبيَّة مدَّة لا تقِلُّ عن ثلاثة عقود، كان عطاؤه فيها ملحوظًا لفت أنظار الأدباء إليه. ذكر في ترجمة ذاته بكتابه الأخير أنَّ عدد مؤلَّفاته اثنا عشر مؤلفًا بين مطبوع، ومخطوط، وتحت الإعداد. أستاذنا المسلم كان قد ولِد شاعرًا فكان «شفقُ الأحلام» - الذي صدر سنةَ 1955  م - باكورةَ شعره، وإنتاجه الأدبي، وكان عليه أن يستمرَّ في هذا الاتجاه ينغِّم الكلمة، ويموسق العبارة، ويهيم في أودية عبقر كلَّما عنَّ له شيطان شعره، أو هبط عليه ملاك الإلهام.
لكنَّ الأستاذ الشاعر، وهو الرقيقُ في عواطفه، والأنيق في مظهره - وهذا من سمات الشعراء غالبا - بدا له أن ينحوَ بقلمه منحى الكلمة الهادفة، ويسيِّر فكرَه في مسرى الأدب الواقعي، مبتعدًا عن أجنحة الخيال، ومصايد الإلهام، ومرابع الحسان، فكان نتاجه النثريُّ في حقل التاريخ هو ثقل نتاجه الفكري في بقيَّة مسيرته الأدبية؛ فظهر (ساحل الذهب الأسود)عام 1382  هـ، ثم أعقبه بكتاب القطيف (واحة على ضفاف الخليج) عام 1411  هـ، وهو في هذا المنحى يعِدُّ موسوعته التاريخية الجغرافية عن (الخليج العربي حضارة وتاريخ).
وإن كان الأستاذ، وهو يعالج الأحداث التاريخية، والمواقع الجغرافية، نراه يعود إلى ذاته الشاعرة فينشر ديوانَه الثاني (عندما تشرق الشمس)، والمتتبِّع للحياة الأدبية لأستاذنا الكبير يجده من خلال مؤلفاته الإثني عشر، المطبوع، والمخطوط أديبًا شاعرًا قاصًّا ناقدًا، التزم بالمنهجيَّة فيما نشر من نثرٍ، ونظن فيه خيًرا في هذا النمط من الالتزام فيما بقي مطويًّا من مؤلفاته.
كما مرَّ بنا إنَّ أوَّلَ عملٍ زاوله الفقيد كان يتصل بممتلكات الأسرة حيث تمتلك العديد من بساتين النخيل بالقطيف، وقد كلَّفه والده في البداية بكتابة أوراق الاتفاقيات الخاصة بضمان تأجير النخيل التي تتمُّ بين الفلاحين ووالده. ثم بدأ يشركه في عملية الإشراف والمتابعة لأوضاع النخيل، وقد انغمس كلِّيا في هذا العمل بعد وفاة والده، إذ تمتع بالحرية الكاملة في عملية إدارة هذه الأملاك. لقد مكَّنه عائد هذه النخيل لعدة عقود من حياته الاعتماد عليها دون أن يضطره إلى عمل وظيفي. بالإضافة إلى ذلك كانت المموِّل الرئيسي للأسرة في سنوات هجرتها إلى العراق، كذلك منحته سيولة مالية جيدة مكنته من السياحة في أقطار الشرق العربي، إلاَّ أنه في أثناء بقائه في بغداد في أوائل الخمسينات من القرن الميلادي قد مارس العمل الحر بفتحه شركة تجارية مع أحد الأقارب العراقيين في شارع الرشيد في بغداد، وقد تخصصت هذه الشركة في الآلات الزراعية، ومتعلِّقات العمل الزراعي، وكان تعاملها الرئيسي مع منتجات الدانمارك الزراعية، إلاَّ أن هذا النوع من العمل يتطلَّب جُهدا تسويقيًّا كبيًرا يمتص كل جهده ووقته مما كان يتناقض مع ميوله الأدبية، وطبيعة علاقاته الواسعة مع روَّاد النهضة الأدبية في العراق، وانغماسه في تلك الحركة النهضوية، فلم تعمَّر هذه الشركة طويلاً. إلاَّ أنه في عام 1958  م قام بفتح مكتبة أطلق عليها اسم «مكتبة الخليج العربي» قرب باب المعظم ببغداد بالاشتراك مع أحد المعارف من البحرين المهاجرين إلى العراق آنذاك، وقد تعرضت للحرق بسبب تسميتها مكتبة الخليج العربي في عام 1959 وذلك بسبب الظرف السياسي القائم آنذاك في العراق.
كان الأستاذ يؤمن بأن العمل الجيد هو الذي يجب أن يكتب له الخلود، فلذلك كان متشدِّدا في موقفه من تجاربه الشعرية الأولى فقد قام بإحراق دواوينه الأولى: آمال وآلام، الوتر الباكي، والصدى الحائر، وذلك لاعتبارات عدَّة منها:
- إيمانه بأنَّ الشاعر والكاتب لا بدَّ أن يكون متأنِّيا في عمله، والكتابة هي معاناة، وتجربة، وعلم.
- القصيدة الجيِّدة هي التي يجب أن ترى النور لأن كثيرًا من الأعمال المتسرِّعة هي غث وزبد سرعان ما يتلاشى، ولا يصلح للنشر أو الخلود.

حيث كان قد وجد بين بقايا الرماد في حريق بيت الشاعر عبد الوهاب المجمر دفترًا فيه أشعار لمحمد سعيد فجلبه أحدهم إليه حيث فاجأه قائلا بأن هذه الأشعار من ضمن تلك الأشعار التي أتلفها يومًا مَّا.
في أثناء إقامته بالعراق قام بدراسة المحاسبة، والأعمال البنكية، واللغة الإنجليزية في كلٍّ من معهد الثقافة، والمعهد البريطاني ببغداد عام 1958  م، وقد أتاح له ذلك فرصة لتقلُّد أول عمل وظيفي في حياته بعد هبوط مدخولات النخيل، وهجرة بعض الفلاحين للعمل الزراعي، وانخفاض عملية تصدير التمور ومنتجاته في القطيف، مما اضطره للعمل في بنك الرياض بالدمام بعد عودته إلى القطيف عام 1960  م، حيث سكن في مدينة الدمام لسنوات عديدة، وكان كذلك له الدور الريادي في إنشاء فرع بنك الرياض بالقطيف، وهو أول بنك يفتح أبوابه في المدينة، ثم انتهى به المطاف مديرًا لفرع البنك في تاروت حيث أشرف كذلك على إنشائه هناك، ومكث فيه حتى تقاعده منه عام 1409  هـ الموافق 1989  م.
لقد كان يعرف بين موظفي البنك وإدارته بشاعر بنك الرياض تقديرًا له ولثقافته رغم أنه لم ينظر إلى الوظيفة يوما إنها تكافئه ثقافيا أو اجتماعيا. كان توظفه في بنك الرياض أحدث هزة وخاصة على نفسية والدته، إذ إنها لا تتقبل أيَّ عمل وظيفي إذ تراه محطا من قيمة ابنها اجتماعيا، وإنه استعباد لولدها ولحربته، ورجته بعنف أن يترك هذا العمل، ويرجع سيدا كما كان، وكما كان آباؤه وأجداده، إلاَّ أنه كان ينظر إلى الأمر بمنظار الواقعية، وبمنظار وقيم الثقافة الجديدة، فرجاها أن تسامحه عن هذا الأمر، أمَّا في سنوات الطفرة الاقتصادية (1974-1982  م) فقد جرب حظه لفترة مع موجة العقار، إلاَّ أنَّ ذلك كان يتعارض مع مثله، وقِيَمه، وتعامله مع الناس.

### مؤلفاته
- شفق الأحلام (ديوان شعر).
- عندما تشرق الشمس (ديوان شعر).
- ساحل الذهب الأسود (دراسة تاريخية).
- القطيف واحة على ضفاف الخليج (دراسة تاريخية).
- الخليج العربي - حضارة وتاريخ (موسوعة تاريخية جغرافية تحت الأعداد).
- هذا قدري (قصة طويلة – مخطوط).
- حصاد الشوك (قصة طويلة – مخطوط).
- عمالقة الشعر (تراجم ومختارات شعرية – مخطوط).
- الفرايد (قصائد مشهورة لشعراء مغمورين – تحت الإعداد).
- بيت الحكمة والمثل (خلاصة تجارب حياتية – مخطوط).
- تبسيط النحو العربي – تحت الإعداد).
- خواطر (دراسات في الأدب والنقد والاجتماع – مخطوط).
- الآداب العربية في القطيف (تراجم أدبائها).

### نماذج من شعره
بدأ حياته الأدبية بالشعر المجموع في شفق الأحلام وعندما تشرق الشمس، ثم انشغل بالتاريخ عن ممارسة الشعر. أول ما نظم الشعر قال:
إن تفكيره الفلسفي المبكّر هذا شبيه بتفكير عمر الخيّام الذي قال:
وحين تعرّض لمحنة الاعتقال في السجن، قال في قصيدته (الحصاد المر):
ومن قصيدة «سيمفونية خليجية»:
ومن قصيدة «الصديق الضائع»:
ومن قصيدة «ابن الطين»:

ومن قصيدة (فاتحة):

## وفاته
توفى المسلم بيوم 21 ذو القعدة، 1414  هـ الموافق 2 مايو، 1994  م في القطيف ودفن في مقبرة الخباقة بالقطيف، وفي رثائه كتب صديقه الأستاذ محمد سعيد البريكي قصيدة «دمعة على المسلم» جاء فيها:
بعد شهر من وفاته (21\11) كتب الأستاذ عبد المحسن الشيخ علي الخنيزي بعنوان «التحولات في مسيرته الأدبية والفكرية» نشره في مجلة «الواحة» عدد 41 (1416  هـ) ركز فيه على تحوله من دراسة الدين إلى الشعر والتاريخ. وقد ذكره الأستاذ عبد العزيز سعود البابطين في معجم البابطين للشعراء العرب المعاصرين بترجمة له وصورته وعنوانه كما أورد له قصيدتين: (الحروف الخضراء) و (الإنسان الأول) ومقطوعة بخطه.
والأستاذ محمد سعيد المسلم كان متزوجاً من كريمة الشيخ محمد صالح البريكي وقد أعقب منها ولده الكبير المهندس فايز المسلم وابنته فايزة التي كانت متزوجة من الأستاذ حسن علي بن الشيخ طاهر بن الشيخ حسن علي البدر، كما تزوج محمد سعيد، من زوجه لبنانيه أنجب منها الدكتور سامي وموظف أرامكو سمير والمهندس سلام والأستاذة سناء والأستاذة سهى، وكانت آخر زيجاته من القطيف أنجب منه ثلاث بنات عبير وعلا وعرين.